# Mordechai Kremnitzer
Mordechai Kremnitzer (hebräisch מרדכי קרמניצר; * 1948 in Fürth) ist ein israelischer Jurist und emeritierter Professor der Juristischen Fakultät der Hebräischen Universität Jerusalem.

## Leben

### Akademische Karriere
Kremnitzer studierte Rechtswissenschaften an der Hebräischen Universität Jerusalem und wurde im Jahr 1981 promoviert.
Von 1970 bis 1977 leistete er seinen Wehrdienst in den israelischen Streitkräften und diente u. a. als stellvertretender Leiter der Staatsanwaltschaft und Militärrichter.
Von 1990 bis 1993 war er Dekan der Fakultät für Rechtswissenschaften.
2003 wurde er mit dem Zeltner Prize for Legal Research ausgezeichnet.
2005/2006 war er Fellow am Wissenschaftskolleg zu Berlin.

### Politische Karriere
Kremnitzer war Direktor des israelischen Presserates.
Kremnitzer diente in mehreren Regierungsausschüssen, darunter dem Ausschuss zur Untersuchung von Gewaltanwendung durch die Polizei, dem Gremium für politische Bildung in Israel, dem Gremium zur Frage der Strafbarkeit im öffentlichen Dienst, dem Untersuchungsausschuss zur Frage der Verurteilung auf Grundlage von Geständnissen und Wiederaufnahmeverfahren sowie der Kommission zur Überprüfung der Strafrechtspolitik und der Behandlung von Strafgefangenen.
Kremnitzer war Vizepräsident für Forschung des Israel Democracy Institute.

## Schriften
- Eric Hilgendorf, Mordechai Kremnitzer (Hrsg.): Human Dignity and Criminal Law. Würzburg Conference on Human Dignity, Human Rights and Criminal Law in Israel and Germany, July 20–22, 2015. Duncker & Humblot, Berlin 2015. (Schriften zum Strafrechtsvergleich. 4.) ISBN 978-3-428-15365-7